# 時載りリンネ!
『時載りリンネ!』（ときのりリンネ!）は、清野静による日本のライトノベル。イラストは古夏からすが担当している。第11回スニーカー大賞の奨励賞受賞作。角川スニーカー文庫（角川書店）より2007年7月から刊行されている。

## ストーリー
時を操る一族「時載り」、時載りの少女リンネの「わくわくするような大冒険がしたいな」という一言で物語が始まる。

## 登場人物
箕作リンネ・メイエルホリド（みつくり リンネ・メイエルホリド）
本作の主人公で小学六年生。時載りの母親と人間の父親の間に生まれた美少女。非常に活発かつ負けず嫌いな性格で人一倍強い好奇心と突発的な行動で周囲を度々振り回す事が多いが、一方で非常に思慮深く、また舌も回る。時載りの力として200万字の本を読むことで1秒だけ時を止めることができるが、読書を嫌う為、使用する回数は少ない。「時の旋法」を手に入れ、新たな時砕きとなる。
楠本久高（くすもと くだか）
本作の語り手の少年。箕作家の隣りに住むリンネの幼馴染。リンネとの冒険やその間の日常を手記に書き溜めている。冷静で達観した性格で時折冷めた発言をし、リンネの助言者兼ストッパーの役回りを行う。
海保ルウ（かいほ ルウ）
バイオリンを専攻しているトレンティーノ音楽院の院生でアンティークショップ「Pale horse」のオーナーとして一人切り盛りしている時載りの少女。照れ屋で短気な面を持つ。父親はニューヨークで開業医として働いている。
司馬遊佐（しば ゆさ）
久高とリンネの友人の少年。飄々とした性格。読書や釣りと言った趣味を持つ。
ジルベルト・ヘイフィッツ
通称「G」、箕作家の書庫整理をしている女性。生真面目な性格でリンネ達から姉の様に慕われている。語学に長け6か国語を操る才媛であるが、反面スポーツ全般に疎い。
楠本凪（くすもと なぎ）
久高の妹で「バラルの末裔」で「言霊使い」。几帳面で寡黙な性格であり、日記を付ける事を趣味としている。
箕作涅槃（みつくり ねはん）
リンネの弟。通称「ねはん」。活発な姉とは対照的に大人しい性格。
楠本南涯（くすもと　なんがい）
久高と凪の祖父で大学教授。「凪の日」の発案者でもある。リンネの父･箕作剣介やGの師であり、失踪した彼を追って世界中を旅する。
箕作剣介（みつくり けんすけ）
リンネとねはんの父親で物理学者。「鬼才」と評される程の人物だったが、ある理由にて、姿を眩ましている。

### 時砕き
未到ハルナ（みとう はるな）
900年逸脱者を裁き続けている女性。奔放な性格。リンネに興味を持ち、彼女の後見人となる。
蘆月長柄（あしづき ながら）
未到ハルナの友人で「時の旋法」の前の所有者。「至上最強の存在」と評される人物。ある時、出会った人間の男性と生きる為に永遠の命を捨て「街の住人」と兼務する生涯を送った。

## 用語
時載り
人間が水や食料を摂取するように、本を読むことで認識や情報を摂取し、時を操る種族。人間より長命。読書からの栄養摂取率は活字量に比例し、どんなに内容が高尚でも字数が少ないと栄養にならない。文字数が多ければなんでもよく、極端に言えば電話帳でもいいが、好みの小説を読むことで栄養摂取とするのが普通。住む場所で「塔の住人」と「街の住人」と別れており、両者は91対9の割合となっている。
逸脱者
「四禁制」に反した時載り達の総称。
時砕き
時載りの上に君臨する7人から構成されている集団。時間の狭間に住んでおり、本や文字を必要とせず、認識そのものを滋養とする。種族全体の保護を司ると同時に「四禁制」を破った「逸脱者」の抹殺を行う為、時載りから恐れられている
紋章入り
時砕きの所有物の総称。その名の通り時砕きの紋章が刻まれている。「時の旋法」等がそれに相当する。
バラルの末裔
時載りと起源を同じくする種族。喋るだけで物理法則に関与できると言う力を持つ為、「言霊使い」とも呼ばれる。
バベルの塔
時載り一族が住んでおり、それを統括している機関が置かれている巨大な建造物。内部は複雑な迷路となっており、横100km程の書物の保管庫がある。
四禁制
人間界への影響を避ける為、バベルの塔が定めた4つの制約。
凪の日
普段は森羅万象に干渉しないようにする為、口数の少ない凪の救済案として南涯が発案した何でも願いを口に出しても良い日。彼女の歳に合わせて日が変わる（9歳なら毎月9日）。

## 評価
第11回スニーカー大賞にて奨励賞を受賞した（受賞時のタイトルは「時載りリンネの冒険-イクリージアスティアーズ-」）。同賞で審査員を務めた沖方丁、安井健太郎、杉崎ゆきるは本作について以下のように評している。

## 既刊一覧
- 清野静（著）・古夏からす（イラスト） 『時載りリンネ!』 角川書店〈角川スニーカー文庫〉、既刊5巻（2009年6月30日現在）
  1. 「はじまりの本」2007年8月1日初版発行（7月31日発売[3]）、ISBN 978-4-04-473201-1
  2. 「時のゆりかご」2007年12月1日初版発行（11月30日発売[4]）、ISBN 978-4-04-473202-8
  3. 「ささやきのクローゼット」2008年7月1日初版発行（6月28日発売[5]）、ISBN 978-4-04-473203-5
  4. 「とっておきの日々」2008年10月1日初版発行（9月30日発売[6]）、ISBN 978-4-04-473204-2
  5. 「明日のスケッチ」2009年7月1日初版発行（6月30日発売[7]）、ISBN 978-4-04-473205-9